# Clementina Ródenas i Villena
Clementina Ródenas Villena (Aiora, 11 de maig de 1949) és una professora i política valenciana, que fou alcaldessa de València (1989-1991) i presidenta de la Diputació de València (1991-1995).

## Biografia
Tot i nàixer a Aiora, a la comarca de l'interior valencià de la Vall de Cofrents, resideix a la ciutat de València des de l'any 1966. Clementina Ródenas estudià el batxillerat a l'Institut de Requena passant a estudiar Ciències Econòmiques i Empresarials a la Universitat de València i doctorant-se en Economia l'any 1978, sent la primera dona a doctorar-se a aquesta universitat. Per oposició passa a ser professora titular d'Història Econòmica el mateix l'any 1978.
L'any 1975 ja havia ingressat al Partit Socialista i a la UGT sent membre de la comissió de comptes del partit des del 1979 fins al 1985. Entre els anys 1983 i 1989 exercí el càrrec de regidora d'Hisenda i primera tinent d'alcalde en l'Ajuntament de València, junt a l'alcalde Pérez Casado al qual substituirà després de la seua dimissió a partir de 1989. A les eleccions locals de 1991 fou la candidata del PSPV, guanyà amb més de 50.000 vots de diferència amb la seua rival Rita Barberà, però no foren suficients per a la majoria absoluta. El pacte entre el Partit Popular de Barberà i Unió Valenciana de González Lizondo li impediren revalidar el càrrec. Ródenas passà a ser la cap de l'oposició municipal i presidenta de la Diputació de València, fins al 1995.
Clementina Ródenas també ha sigut representant de la Federació Valenciana de Municipis i Províncies al Consell Nacional de l'Aigua, a la Federació Espanyola de Municipis i Províncies i al Comitè de les Regions d'Europa. A les eleccions a les Corts Valencianes de 1995 fou la número dos per la circumscripció de València, per darrere de Joan Lerma, que aquell any perdé la presidència de la Generalitat Valenciana. Durant aquella legislatura ocupà el càrrec de portaveu del grup socialista per a l'Economia i la Hisenda. El 1997 dimitix per motius personals.
Dins l'aparell del partit, Ródenas ha estat membre del Comité Federal del PSOE des de 1997 fins al 2008. Formà part de la Comissió Federal d'Estatuts i Reglaments la qual redactà els reglaments per a les eleccions primàries al si del PSOE.
El 1998 presentà la seua candidatura a les eleccions primàries per a triar el candidat socialista a les eleccions autonòmiques de 1999 on s'enfrontaren la mateixa Ródenas, Antoni Asunción i l'aleshores secretari general del PSPV Joan Romero que guanyà. Clementina Ródenas, que comptava amb el suport del secretari general del PSOE Joaquín Almunia, va esdevindre la candidata menys votada.
Deixà la política activa i centrà la seua activitat a la docència a Facultat d'Economia de la Universitat de València, com el seu marit i també polític socialista Segundo Bru Parra.